# 홍산군
홍산군(鴻山郡)은 지금의 충청남도 부여군 서부 지역에 있었던 행정 구역이다. 1914년 부여군에 통폐합되어 홍산면이 되었다.

## 역사
(링크)
본래 백제의 대산현(大山縣)이었는데, 757년(경덕왕 16)한산(翰山)으로 고쳐 가림군(嘉林郡)의 영현으로 하였다. 940년(태조 23)홍산으로 고치고, 1175년(명종 5) 한산감무로 하여금 이를 겸하게 하였다.
1413년(태종 13) 현감이 파견되었고, 1895년(고종 32) 군(郡)으로 승격되었으며, 1914년 행정구역개편 때 부여군에 병합되어 홍산면이 되었다. 지명은 그 모양이 나는 기러기처럼 생긴 비홍산(飛鴻山)에서 유래하였다.
비홍함로(飛鴻含蘆)의 명당이 이곳에 있다 하였으며, 동쪽의 숙홍역(宿鴻驛)도 본래 비웅(非熊)이었는데 이 지역이 나는 기러기형국이어서 이름을 바꾼 것이다.
고려 우왕 때 왜구의 침입이 빈번하였다. 조선시대에는 동서로 비인(庇仁)·석성(石城)과, 남북으로 한산(韓山)·청양(靑陽) 등과 통하는 도로가 발달하였다. 만수산(萬壽山)에는 무량사(無量寺)·도솔암·보현사가 있었다.

## 1914년 이후
| 조선총독부령 제111호  |             |                                                                                |
| 구 행정구역           | 신 행정구역 | 신 행정구역                                                                    |
| 홍산군 군내면(郡內面) | 홍산면      | 교원리, 남촌리, 북촌리, 정동리, 좌홍리, 토정리, 홍량리                         |
| 홍산군 대야면(大也面) | 홍산면      | 무정리, 상천리, 조현리                                                         |
| 홍산군 대야면(大也面) | 내산면      | 묘원리, 운치리, 율암리, 천보리                                                 |
| 홍산군 내산면(內山面) | 내산면      | 금치리, 마전리, 온해리, 저동리, 주암리, 지티리                                 |
| 홍산군 내산면(內山面) | 외산면      | 가덕리, 갈산리, 반교리                                                         |
| 홍산군 외산면(外山面) | 외산면      | 만수리, 문신리, 복덕리, 비암리, 삼산리, 수신리, 장항리, 전장리, 지선리, 화성리 |
| 홍산군 하서면(下西面) | 옥산면      | 가덕리, 내대리, 대덕리, 신안리, 안서리                                         |
| 홍산군 상서면(上西面) | 옥산면      | 봉산리, 상기리, 수암리, 중양리, 학산리, 홍연리                                 |
| 홍산군 남면(南面)     | 남면        | 금천리, 내곡리, 대선리, 마정리, 송암리, 신홍리, 회동리                         |
| 홍산군 상동면(上東面) | 남면        | 삼용리, 송학리                                                                 |
| 홍산군 상동면(上東面) | 구룡면      | 동방리, 용당리, 죽교리                                                         |
| 홍산군 해안면(海岸面) | 구룡면      | 구봉리, 금사리, 논치리, 주정리, 죽절리, 태양리, 현암리                         |